# دومينيك بادجي
دومينيك بادجي (بالفرنسية: Dominique Badji)‏ هو لاعب كرة قدم سنغالي في مركز الهجوم، ولد في 16 أكتوبر 1992 في داكار في السنغال. لعب مع شارلوت إندبنتنس وكولورادو رابيدز ونادي دالاس وناشفيل إس سي.

## وصلات خارجية
- دومينيك بادجي على موقع اتحاد تركيا (لاعب) (الإنجليزية)
- دومينيك بادجي على موقع الدوري الأمريكي (الإنجليزية)
- دومينيك بادجي على موقع قاعدة بيانات كرة القدم.إي يو (الإنجليزية)
- دومينيك بادجي على موقع Soccerbase.com (لاعب) (الإنجليزية)
- دومينيك بادجي على موقع Soccerway.com (الإنجليزية)
- دومينيك بادجي على موقع عالم كرة القدم.نت (الإنجليزية)
- دومينيك بادجي على موقع AS.com (الإسبانية)